# Oscillometria forzata
L'oscillometria forzata (abbreviata in FOT, dall'inglese Forced Oscillation Technique) è una metodica non invasiva utilizzata per misurare l'impedenza dell'apparato respiratorio.
Sfrutta l'applicazione di un'onda pressoria sinusoidale durante la respirazione a volume corrente, rappresentata da una sorgente sonora che si sovrappone al respiro spontaneo. La FOT non richiede un'eccessiva collaborazione da parte del paziente, perciò è facilmente applicabile nei bambini non collaboranti.
Ci sono molti studi che incoraggiano l'utilizzo della FOT quale metodo molto semplice per studiare le caratteristiche meccaniche dell'apparato respiratorio in età pediatrica. La resistenza (Rrs), la reattanza (Xrs) e l'inertanza del sistema respiratorio possono essere separate nell'ambito della misurazione dell'impedenza (Zrs). Un aspetto delicato è rappresentato dalle interferenze introdotte dagli artefatti usati per la misurazione (ad es. maschera facciale), oppure dalla compliance delle vie aeree superiori (ad es. guance). 
Diversi studi clinici hanno dimostrato l'utilità pratica della misurazione della Rrs e della Xrs alle singole frequenze sonore per misurare la reattività delle vie aeree in età prescolare.